# Pedicularis lamjungensis
Pedicularis lamjungensis är en snyltrotsväxtart som beskrevs av Yamazaki. Pedicularis lamjungensis ingår i släktet spiror, och familjen snyltrotsväxter. Inga underarter finns listade i Catalogue of Life.